# Filoviridae
Filoviridae ou filovirídeos é uma família de vírus (cujos membros também são chamados de filovírus) particularmente mortal para o organismo humano. O primeiro filovírus de que se tem história é o Marburg que foi descoberto na cidade de mesmo nome na Alemanha em macacos que vieram da África para estudos em 1967.
O segundo vírus descoberto dessa família, e também o mais famoso, foi o Ebola que foi isolado pela primeira vez em 1976 a partir de uma epidemia de febre hemorrágica que ocorreu próximo ao rio Ebola.
As duas piores epidemias e mais famosas descrevem um verdadeiro terror na cidade de Kikwit, em 1995 e nos países Guiné, Libéria, Serra Leoa e Congo em 2014. Este ultimo ganhou muita notoriedade da imprensa internacional por ter sido o pior de todos, fato esse que disseminou a fama do vírus Ebola pelo mundo todo.
Houve ainda algumas pequenas epidemias em alguns países da África com registros do vírus Ebola e Marburg e suas mortalidades sempre estiveram na faixa de 50% a 90%.
Hoje, falam-se que existem 4 Filovírus: o Marburg e três Ebolas (Zaire, Sudão e Reston).
As pesquisas apontam que o fiel hospedeiro do vírus é o Morcego-da-fruta.
Sabe-se que os vírus são transmitidos por fluidos orgânicos infectados, como o sangue, a saliva, a urina, o esperma, as secreções nasais.
A incubação tem período entre 3 a 9 dias e seu óbito vem na maioria das vezes por febre hemorrágica, com destruição dos tecidos e falência dos órgãos.

## Critérios para inclusão na família
Um vírus da ordem Mononegavirales é membro da família Filoviridae se cumprir os seguintes critérios:
- Provoca febre hemorrágica viral em certos primatas.
- Infectar primatas, porcos ou morcegos na natureza.
- Tem de ser adaptado por passagem em série para provocar a doença em roedores.
- Replica-se exclusivamente no citoplasma da célula hospedeira.
- Possui um genoma de ≈19 kb.
- Possui um genoma RNA que constitui ≈1,1% da massa do vírion.
- O seu genoma tem uma massa molecular de ≈4,2 x 106 Da.
- O seu genoma contém uma ou mais sobreposição de genes.
- O seu genoma contém sete genes pela seguinte ordem: 3'-UTR-NP-VP35-VP40-GP-VP30- ' 'VP24-L-5'-UTR
- O seu gene VP24 não é homólogo aos genes de outros mononegavírus.
- O seu genoma contém sinais de iniciação e terminação da transcrição que não são encontrados nos genomas de outros mononegavírus.
- Forma nucleocapsídeos com uma densidade de flotação em CsCl de ≈1,32 g/cm3.
- Forma nucleocapsídeos com um canal axial central (≈10-15 nm de diâmetro) rodeado por uma camada escura (≈20 nm de espessura) e uma camada externa helicoidal (≈50 nm de espessura) com estrias transversais (periodicidade de ≈5 nm ). ) ;
- Expressa uma glicoproteína de fusão classe I que é altamente N- e O-glicosilada e acilada em sua cauda citoplasmática.
- Expressa uma proteína da matriz principal que não é glicosilada.
- Forma viriões que escapam da membrana plasmática.
- Forma viriões que são predominantemente filamentosos (em forma de U ou 6) e que têm ≈80 nm de diâmetro e várias centenas de nm de comprimento (por vezes até 1.400 nm).
- Forma viriões que possuem projecções de superfície com ≈7 nm de comprimento separadas por ≈10 nm entre si.
- Forma viriões com uma massa molecular de ≈3,82 x 108 Da; e ter um S20W de, pelo menos, 1,40; e uma densidade de flotação em tartarato de potássio de ≈1,14 g/cm3.
- Forma viriões que são fracamente neutralizados in vivo.